# 洪仁达
洪仁達（？—1864年8月5日），廣東省廣州府花縣官祿村（今屬廣州市花都區）人，是太平天國的領導人之一。他是洪秀全的次兄。
1851年金田起義後，洪仁達被封為國宗。天京事變後，石達開掌握朝政。為了牽制石達開，洪秀全於1857年封自己的兩個哥哥洪仁發為「安王」、洪仁達為「福王」，共同執掌朝政。石達開遭到猜忌，被迫逃離天京。而洪仁發、洪仁達二人都缺乏才能，遭到群臣的反對。洪秀全被迫取消二人的王爵。洪仁達被降封為「天福」，自此開創福爵。
洪仁達後來重新被封為「勇王」，全稱殿前京內副總鑒御林兵馬哥頂天扶朝綱勇王倫千歲。1864年洪秀全去世後，他與信王洪仁發、幼西王蕭有和以及安徽歙縣人沈桂擁戴洪天貴福繼位，四人共同執掌朝政。洪天貴福年幼僅是傀儡，由勇王洪仁達掌管銀庫及封官錢糧事務，兵權則由忠王李秀成掌管。天京被清軍攻破後，洪仁達尚未出城，於壠口被清兵俘獲，後遭殺害。

## 家族
- 父：洪鏡揚
- 母：王氏
- 兄弟：
  - 信王洪仁發
  - 天王洪秀全

- 子：
  - 定王洪钰元（殿前又副总铸宝顶天扶朝纲定王伦千岁）
  - 汉王洪釮元（殿前正开矿顶天扶朝纲汉王伦千岁）